# Pasay
Pasay è una città altamente urbanizzata delle Filippine, ubicata nella Regione Capitale Nazionale.

## Geografia
Pasay è formata da 201 baranggay; i baranggay non hanno una denominazione ufficiale, ma vengono distinti soltanto da un numero progressivo.